# Éva Tófalvi
Dans le nom hongrois Tófalvi Éva, le nom de famille précède le prénom, mais cet article utilise l’ordre habituel en français Éva Tófalvi, où le prénom précède le nom.
Éva Tófalvi, née le 4 décembre 1978 à Miercurea Ciuc, est une biathlète roumaine, seule gagnante d'une épreuve de Coupe du monde de son pays. Elle a participé à six éditions des Jeux olympiques.

## Biographie
La biathlète, licenciée au club de sa ville natale Miercurea Ciuc, fait partie de l'équipe nationale depuis 1995 et concourt en Coupe du monde dès 1997. L'année suivante, elle participe à ses premiers Jeux olympiques à Nagano prenant la onzième place à l'individuel 15 km. À l'occasion des mondiaux de Pokljuka en 2001, elle améliore sa meilleure performance grâce à une sixième place sur l'individuel.
Elle retrouve le top dix en début d'année 2008 à Anterselva.
En décembre 2008, la Roumaine se classe d'abord deuxième de l'individuel d'Hochfilzen derrière la Russe Albina Akhatova aux faveurs d'un tir sans faute (20 sur 20), puis première à la suite de la disqualification de cette dernière pour dopage. Elle est devenue ainsi la première Roumaine victorieuse dans une épreuve de Coupe du monde et également à accéder à un podium à ce niveau. Aux Championnats du monde de Pyeongchang , Tofalvi signe son deuxième meilleur résultat en mondial avec une septième place sur l'individuel. À l'issue de la saison 2008-2009, elle termine à la onzième place du général et à la deuxième place au classement de l'individuel. Les progrès observés par Tófalvi sont liés de manière probable à la construction d'un nouveau centre d'entraînement en Roumanie.
Elle a été ensuite le porte-drapeau pour la Roumanie lors de la cérémonie d'ouverture des Jeux olympiques d'hiver de 2010 à Vancouver et finit à la onzième place de l'individuel comme douze ans auparavant à Nagano, loupant le podium à cause du dernier tir manqué. Aux Jeux de Sotchi 2014, elle reçoit cet honneur pour la troisième fois après 2002 et 2010. En 2015, elle récolte son ultime top dix dans la Coupe du monde à Nové Město na Moravě, six ans après le dernier avec une septième place à la poursuite.
Tofalvi poursuit sa carrière jusqu'en 2018, où elle participe à ses sixièmes jeux olympiques à Pyeongchang, un record pour une athlète roumaine. 
En dehors du biathlon, Éva Tófalvi est professeur d'éducation physique.

## Palmarès

### Jeux olympiques
| Épreuve / Édition                   | Individuel | Sprint | Poursuite                        | Départ en masse                  | Relais | Relais mixte                     |
| Jeux olympiques 1998 Nagano         | 11e        | 31e    | Épreuve inexistante à cette date | Épreuve inexistante à cette date | —      | Épreuve inexistante à cette date |
| Jeux olympiques 2002 Salt Lake City | 52e        | 61e    | —                                | Épreuve inexistante à cette date | —      | Épreuve inexistante à cette date |
| Jeux olympiques 2006 Turin          | 19e        | 70e    | —                                | —                                | 14e    | Épreuve inexistante à cette date |
| Jeux olympiques 2010 Vancouver      | 11e        | 14e    | 19e                              | 24e                              | 10e    | Épreuve inexistante à cette date |
| Jeux olympiques 2014 Sotchi         | 21e        | 22e    | 26e                              | 21e                              | —      | —                                |
| Jeux olympiques 2018 Pyeongchang    | 84e        | 81e    | —                                | —                                |        |                                  |

- — : non disputée par la biathlète
- : épreuve ne figurant pas au programme de cette édition

### Championnats du monde
| Épreuve / Édition                | Individuel | Sprint | Poursuite | Départ en masse | Relais | Relais mixte                     |
| Mondiaux 1999 Oslo-Holmenkollen  | 12e        | —      | —         | —               | —      | Épreuve inexistante à cette date |
| Mondiaux 2000 Oslo-Holmenkollen  | 37e        | 39e    | 18e       | —               | —      | Épreuve inexistante à cette date |
| Mondiaux 2001 Pokljuka           | 6e         | 35e    | 26e       | 10e             | —      | Épreuve inexistante à cette date |
| Mondiaux 2003 Khanty-Mansiïsk    | 28e        | 60e    | 43e       | —               | —      | Épreuve inexistante à cette date |
| Mondiaux 2004 Oberhof            | 63e        | 37e    | 23e       | —               | 14e    | Épreuve inexistante à cette date |
| Mondiaux 2005 Hochfilzen         | 62e        | 30e    | 16e       | —               | —      | —                                |
| Mondiaux 2007 Antholz-Anterselva | 74e        | 32e    | 39e       | —               | 11e    | —                                |
| Mondiaux 2008 Östersund          | 43e        | 39e    | 18e       | —               | 11e    | —                                |
| Mondiaux 2009 Pyeongchang        | 7e         | 20e    | 21e       | 14e             | 8e     | —                                |
| Mondiaux 2011 Khanty-Mansiïsk    | 31e        | 15e    | 28e       | 20e             | —      | 23e                              |
| Mondiaux 2012 Ruhpolding         | 69e        | 83e    | —         | —               | 20e    | 19e                              |
| Mondiaux 2013 Nové Město         | 43e        | 31e    | 34e       | —               | DSQ    | —                                |
| Mondiaux 2015 Kontiolahti        | 73e        | —      | —         | —               | 15e    | —                                |
| Mondiaux 2017 Hochfilzen         | 80e        | 76e    | —         | —               |        | 20e                              |

Légende :
- : épreuve inexistante
- — : n'a pas participé à l'épreuve
- DSQ : disqualifiée

### Coupe du monde
- Meilleur classement général : 11e en 2009.
- 1 podium individuel : 1 victoire.

### Classements détaillés
| Saison | Classement général | Sprint | Poursuite | Individuel | Mast start |
| ------ | ------------------ | ------ | --------- | ---------- | ---------- |
| 1998   | 60e                |        |           | 37e        |            |
| 1999   | 48e                | 45e    |           | 27e        |            |
| 2000   | 40e                | 45e    | 32e       | 41e        |            |
| 2001   | 34e                | 54e    | 33e       | 21e        | 27e        |
| 2002   | 59e                | 51e    | 54e       |            |            |
| 2003   | 50e                |        | 47e       | 29e        |            |
| 2004   | 49e                | 50e    | 42e       |            |            |
| 2005   | 38e                | 35e    | 41e       | 30e        | 39e        |
| 2006   | 57e                | 64e    | 49e       | 39e        |            |
| 2007   | 52e                | 43e    | 38e       |            |            |
| 2008   | 40e                | 46e    | 21e       | 47e        |            |
| 2009   | 11e                | 9e     | 14e       | 2e         | 18e        |
| 2010   | 33e                | 33e    | 29e       | 29e        | 39e        |
| 2011   | 35e                | 35e    | 34e       | 25e        | 39e        |
| 2012   | 39e                | 44e    | 32e       |            |            |
| 2013   | 43e                | 38e    | 44e       | 39e        |            |
| 2014   | 53e                | 57e    | 37e       |            |            |
| 2015   | 49e                | 45e    | 39e       | 62e        |            |
| 2016   | 76e                |        | 57e       |            |            |

#### Détail des victoires
| Édition / Épreuve | Sprint | Poursuite | Individuel | Mass start | Total |
| 2008-2009         |        |           | Hochfilzen |            | 1     |
| Total             | 0      | 0         | 1          | 0          | 1     |

### IBU Cup
- 4 podiums, dont 1 victoire.